# Новая Кашовка
Новая Кашовка — деревня в Суражском районе Брянской области в составе Овчинского сельского поселения.

## География
Находится в северо-западной части Брянской области на расстоянии приблизительно 3 км на запад-северо-запад от районного центра города Сураж.

## История
Основана в середине XVIII веке Гудовичами как Кошовка, позднее в их владении. До 1781 входила в Мглинскую сотню Стародубского полка. Разделилась деревня на Старую и Новую Кашовку уже в XX веке. В 1859 году здесь (деревня Суражского уезда Черниговской губернии) учтено было 68 дворов, в 1892—117.

## Население
Численность населения: 450 человек (1859 год), 486 (1892), 50 человек (русские 94 %) в 2002 году, 36 в 2010.